# Flughafen Nuevo Laredo

i8
i11
i13
Der Flughafen Nuevo Laredo (spanisch Aeropuerto Internacional de Nuevo Laredo oder auch Aeropuerto Internacional Quetzalcóatl, IATA-Code: NLD, ICAO-Code: MMNL) ist ein internationaler Flughafen bei der Großstadt Nuevo Laredo im Norden des Bundesstaats Tamaulipas nahe dem Río Grande im Nordosten Mexikos.

## Lage
Der Flughafen Nuevo Laredo liegt bei der etwa 5 km südwestlich des Río Grande gelegenen mexikanischen Großstadt Nuevo Laredo und etwa 900 km (Luftlinie) nördlich von Mexiko-Stadt in einer Höhe von ca. 148 m.

## Flugverbindungen
Derzeit werden ausschließlich nationale Flüge nach Mexiko-Stadt abgewickelt.

## Passagierzahlen
Im Jahr 2009 wurden ca. 115.000 Passagiere abgefertigt. Danach erfolgte ein kontinuierlicher Rückgang auf etwa 65.000, der durch die COVID-19-Pandemie noch verstärkt wurde.

## Zwischenfälle
- Am 7. September 1942 wurde eine Douglas DC-3A-228 der Mexicana de Aviación (Luftfahrzeugkennzeichen XA-CAB) am Flughafen Nuevo Laredo irreparabel beschädigt. Über Personenschäden ist nichts bekannt.[4]

- Am 24. Januar 1997 verunglückte eine Convair CV-240-53/HC-131A der mexikanischen Linea Aérea Mexicana de Carga (XA-SOZ) bei der Landung auf dem Flughafen Nuevo Laredo und wurde zerstört. Personen kamen nicht zu Schaden.[5]